# Camino Real de Castilla de Oro

Spanische Handelswege im zentralen Bereich des Isthmus von Panama – gut erkennbar ist das Dreieck, das diese Wege bilden.

Der Camino Real in Panama war die wichtigste Handelsroute für den Transport des in Südamerika eroberten und ausgebeuteten Goldes und Silbers während der spanischen Kolonialherrschaft in Lateinamerika. Der Camino Real verband Panama-Stadt am Pazifik mit Portobelo in der Karibik (vor Gründung von Portobelo im Jahr 1597 mit Nombre de Dios). Er hatte eine Länge von ca. 80 km und war die kürzeste und topografisch bestgelegene Verbindung zwischen den beiden Ozeanen. Ein alternativer Handelsweg war der Camino de Cruces, er führte ca. 30 km über Land von Panama-Stadt nach Venta de Cruces (nahe dem heutigen Ort Gamboa) am Ufer des Río Chagres, danach wurde dieser bis zu seiner Mündung in der Karibik befahren. 

## Geschichte
Mit dem Ausbau des Camino Real wurde in den 1520er Jahren begonnen, die meisten Sektionen des Weges wurden aber erst Jahrzehnte später gepflastert. Mit dem Ende des spanischen Handelsmonopols und der Eroberung von Portobelo durch die Briten im Jahr 1739 wurde der Weg kaum noch genutzt. Mit der Eröffnung der ersten transkontinentalen Eisenbahnlinie zwischen Colón, ca. 50 km (Fahrtstrecke) südwestlich von Portobelo, und Panama-Stadt im Jahr 1855 wurde der Camino Real vollkommen bedeutungslos. Der genaue Verlauf ist heute nicht mehr bekannt, wird aber erneut erkundet.

## Lage

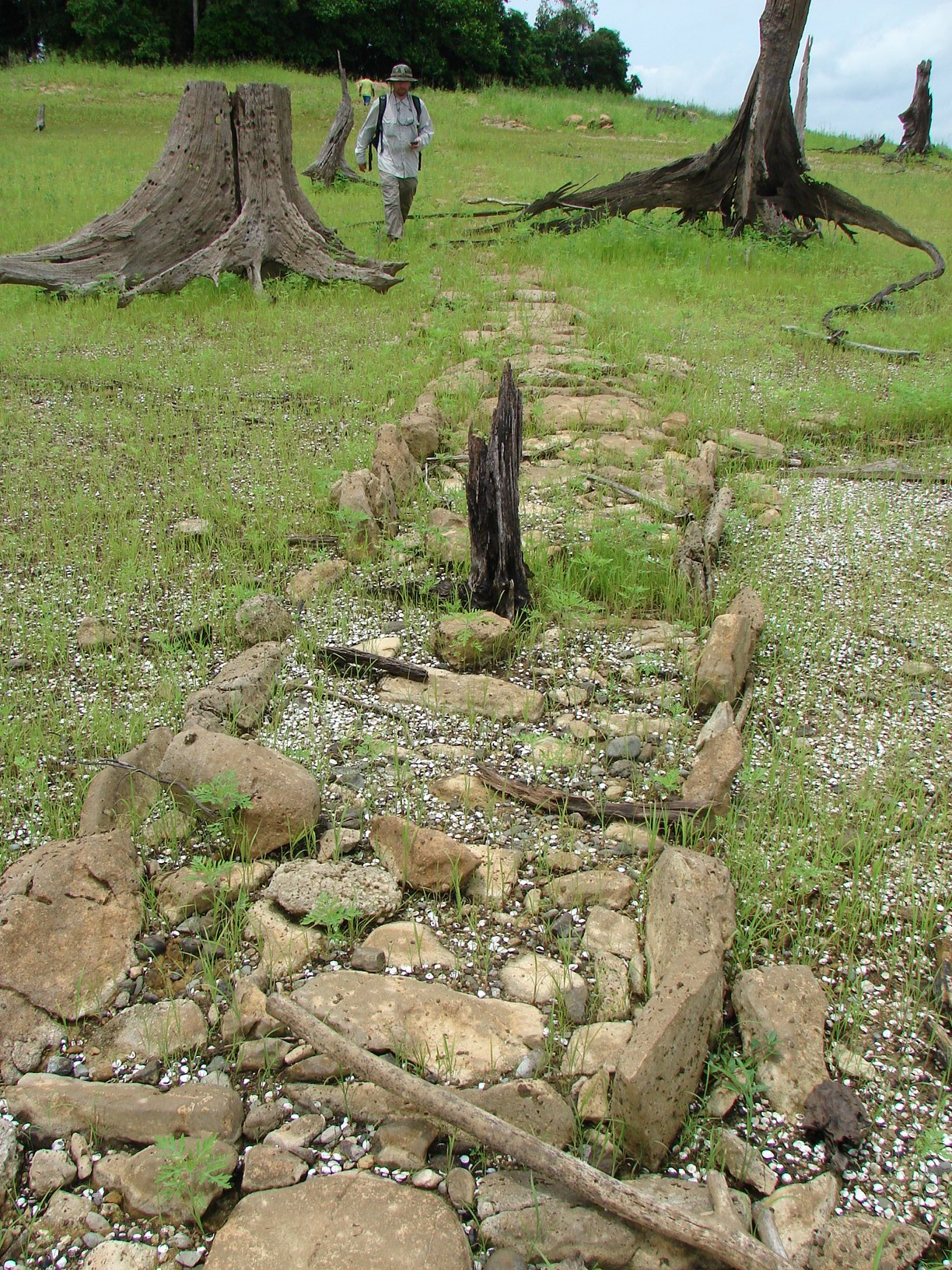
Camino Real in einem trockengefallenen Uferbereich des Alajuela-Stausees.

Die Endpunkte des Camino Real und Camino de Cruces, die Handelswege, die über den Isthmus von Panama führten, wurden von Festungen geschützt. In Panama-Stadt am Pazifik wurde die Neugründung der Stadt aus dem Jahr 1673 von einer Stadtmauer umgeben. In der Karibik wurden Festungen am Endpunkt des Camino Real in Portobelo und am Endpunkt des Camino de Cruces an der Mündung des Flusses Chagres errichtet (Festung San Lorenzo). Aufgrund der Anordnung der Endpunkte der Handelswege und der darüber transportierten Reichtümer wurde das Gebiet das „magische Dreieck“ genannt.

## Forschungsprojekt
In den letzten drei Jahrzehnten wurde der Weg zunehmend durch die Urbanisierung im Umland von Panama-Stadt von Vororten überdeckt bzw. durch die Abholzung des Regenwalds freigelegt und ist heute in seiner Erhaltung gefährdet. Ein Forschungsprojekt erkundet seit Mai 2008 den exakten Verlauf des Weges und erarbeitet einen Plan zur Erhaltung dieses Kulturerbes.